# Perry (Georgia)
Perry város az USA Georgia államában, Houston megyében, melynek megyeszékhelye is. Lakosainak száma 20 624 fő (2020. április 1.).

## Népesség
A település népességének változása:
| Lakosok száma | 836  | 13 839 | 20 624 |
|               | 1870 | 2010   | 2020   |